# Secretary of Transportation Outstanding Unit Award
Le Secretary of Transportation Outstanding Unit Award (en français : Prix de l’unité exceptionnelle du secrétaire aux Transports) est une décoration d’unité du gouvernement américain, créée en 1994. La Presidential Unit Citation et le Joint Meritorious Unit Award sont considérés comme supérieurs au Secretary of Transportation Outstanding Unit Award. Plusieurs attributions de la décoration sont symbolisées par des étoiles d’or.
Avant 2003, le prix était une récompense d’unité de la United States Coast Guard. Au cours de cette période, il s’agissait de la plus haute distinction décernée à une unité de la Garde côtière et elle a été décernée aux unités de la Garde côtière qui ont rendu un service exceptionnel à l’ensemble de la Garde côtière.
Le 3 novembre 1994, le secrétaire aux Transports Federico Peña a décerné la Secretary of Transportation Outstanding Achievement Medal à l’ensemble de la Garde côtière. Le prix a été monté sur une plaque et présenté à l’amiral Robert E. Kramek, alors commandant de la Garde côtière. Afin de fournir aux membres de la Garde côtière un emblème indiquant cette récompense, le Secretary of Transportation Outstanding Unit Award a été décerné. Ce prix consiste en la Secretary of Transportation Outstanding Achievement Medal, montée dans un cadre doré.
Le Secretary of Transportation Outstanding Unit Award a été décerné pour deux périodes de service aux unités et au personnel de la Garde côtière. La première s’adressait à tous les membres du personnel en service actif, aux réservistes, aux civils et aux auxiliaires de la Garde côtière pour leur participation à une période prolongée d’interdiction des migrants ainsi qu’à des catastrophes naturelles et environnementales du 1er octobre 1993 au 30 septembre 1994. La deuxième période de service a été pour les activités de la Garde côtière de New York - Task Force Guarding Liberty du 11 septembre 2001 au 22 octobre 2001. Cette période est éligible pour le Operational Distinguishing Device.
Depuis le transfert de la Garde côtière au Département de la Sécurité intérieure, le Secretary of Transportation Outstanding Unit Award n’a été décerné que deux fois. La première a eu lieu en 2006, lorsque le président George W. Bush l’a décerné à l'United States Merchant Marine Academy (Académie de la marine marchande des États-Unis) pour tout le travail effectué par les aspirants afin d’aider au transport des militaires et des fournitures dans les années qui ont suivi les attentats du 11 septembre 2001 contre le World Trade Center. La seconde s’est produite en 2022, lorsque le secrétaire Pete Buttigieg l’a décerné aux aspirants de l’Académie de la marine marchande des États-Unis qui étaient présents entre le 13 mars 2020 et le 18 juin 2022. Le deuxième cas est dû au leadership du régiment d’aspirants et aux efforts incessants pour exceller sur le campus, mais surtout à l’armement des navires pendant la crise logistique causée par la pandémie de Covid-19,.